# Брынза подгалянская
Брынза подгаля́нская (в польских источниках на русском языке — «Брынза подхалянская», пол. Bryndza Podhalańska) — брынза (рассольный сыр), приготавливаемая из овечьего молока в регионе Подгалье (северные Татры). Традиционный элемент кухни Польши. В 2007 году первым из брендов этой страны зарегистрирован в реестре ЕС «Продуктов регионального значения с охраняемым названием и географическим происхождением» (PDO).

## Исторические сведения
Изготовление овечьих сыров в регионе Подгалье (северные отроги Татр) известно с давнего времени. Чабаны гнали отары на высокогорные пастбища, где проводили более полугода. Питаться им приходилось почти исключительно продуктами овцеводства. Полученный опыт, семейные рецепты и хитрости производства рассольных сыров передавались от отца к сыну, превращаясь в шедевр кулинарии. Со временем заказы на подгалянскую брынзу стали приходить от дворянских домов и даже от королевского двора. Первое рукописное упоминание о продукте относится к 1527 году, где отмечено, что этот сыр использовался в качестве денежной единицы. Первыми брынзу начали изготавливать валахи, мигрировавшие через Западные Карпаты. Их кулинарные устои прочно прижились в юго-восточной Польше.

## Состав и производство
В производстве брынзы подгалянской используют молоко овец породы Польская горная. Иногда к овечьему добавляют коровье молоко, при этом его часть должна составлять не более 40 % общей массы. Неповторимые особенности продукту придают природные факторы: уникальная высокогорная растительность Татр, составляющая летом основной рацион овец на выпасе. До сих пор почти все этапы приготовления брынзы осуществляются вручную, благодаря чему она получается такой вкусной и ароматной. Комок зрелого овечьего творога перетирают пальцами и замешивают как тесто, пока масса не превратится в однородную. В процессе протирания добавляют соль. Готовую массу прессуют в деревянные бочонки так, чтобы не оставалось пузырьков воздуха, после чего её помещают под гнёт. Выдержка длится не менее 10-ти суток, во время которых она приобретает пикантный, чуть горьковатый вкус.
Брынза подгаля́нская — мягкий сычужный сыр с ровной, иногда со слегка растрескавшейся поверхностью. Конкретной формы продукта не существует, она зависит от используемых различными производителями матриц. Цвет белый, кремово-белый, иногда зеленовато-голубой вплоть до цвета аквамарин Консистенция — однородная, пастообразная, может быть слегка зернистой. Вкус — острый, с горчинкой, в меру солёный.
Подаётся в качестве закуски с хлебом, используется в качестве наполнителя к макаронным изделиям и картофелю, как начинка для пельменей и вареников.